# آزاده داننده
آزاده داننده (۱۳۳۸ - ۱۴۰۰) مدیرعامل شرکت فن‌آوران اطلاعات بهاران و کارآفرین ایرانی بود. او همچنین رئیس سابق هیئت مدیره انجمن ملی زنان کارآفرین و رئیس سابق هیئت مدیره سازمان نظام صنفی رایانه‌ای استان تهران بوده‌است. آزاده داننده سال ۱۳۳۸ در تهران متولد شد، سال ۱۳۵۸ در رشته مهندسی کامپیوتر دانشگاه شیراز ادامه تحصیل داد. آزاده داننده جزو معدود دخترانی است که سال ۱۳۶۴ و پس از انقلاب فرهنگی موفق به فارغ‌التحصیلی در رشته مهندسی شد. طی سال‌ها کار و فعالیت نقش او به عنوان یک زن در حوزه IT و اثبات حضور زنان در رده‌های مدیریتی این حوزه است. آزاده داننده ۲۸ بهمن ماه ۱۴۰۰ درگذشت.
جایزه نوآوری آزاده ویژه بانوان به منظور گرامیداشت یاد بانوی فقید آزاده داننده در سال ۱۴۰۱ برگزار شد.

## دوران کودکی
آزاده داننده، سال ۱۳۳۸ و در یک خانواده متجدد با ریشه‌های سنتی در محله شمیران تهران به دنیا آمد. پدر آزاده بازاری بود در حوزه ابزارآلات صنعتی فعال بود و وارد کننده و همچنین از مؤسسان صنف ابزارفروشان ایران بود. پدر او زندگی نسبتاً مرفهی برای خانواده فراهم کرده بود. آزاده دو خواهر بزرگتر و یک برادر که ۶ سال از خودش کوچکتر بود داشت. مادر آزاده داننده درس نخوانده و در نوجوانی ازدواج کرده بود و اختلاف سنی اندکش با دخترانش باعث شده بود رابطه صمیمی با آنها داشته باشد و همواره حامی و مشوق ادامه تحصیل آنها بود. خواهران بزرگتر آزاده زودتر به مدرسه رفته بودند و علاقه پدر به او به عنوان عزیز دردانه بابا باعث شده بود سواد را پیش از مدرسه فرا گیرد و قبل از رفتن به مدرسه توان خواندن و نوشتن را داشته باشد. خانه بزرگ آنها در نزدیکی پل رومی محل بازی‌های کودکانه با بچه‌های همسایه بود.

## تحصیلات
مدرسه ایتالیایی سهیل که توسط زنان جوان مسیونر اداره می‌شد در نزدیکی خانه آنها بود و آزاده داننده درس خواندن را از آنجا آغاز کرده بود. در این مدرسه دو شیفته از مقطع کودکستان تا دبیرستان با برنامه‌های متنوع و سیستم آموزشی خاص و دو زبانه که به ۲ هزار دختر ایرانی آموزش می‌دادند. آزاده سال ششم تصمیم می‌گیرد به مدرسه معروف مرجان در خیابان کاخ سابق و فلسطین امروز برود. پدر به دلیل مسافت زیاد مخالف بود، اما در نهایت توانست با کمک مادرش او را راضی کند. او بین دو رشته شیمی و کامپیوتر در نهایت کامپیوتر را انتخاب می‌کند و سال ۱۳۵۶ به دانشگاه شیراز می‌رود و این بار هم مادر واسطه می‌شود تا رضایت پدر جلب شود. آزاده سه ترم آنجا درس می‌خواند که انقلاب می‌شود و از طرف دیگر پدرش به دلیل سرطان کبد فوت می‌کند و بعدتر با وقوع انقلاب فرهنگی دانشگاه‌ها تعطیل می‌شوند و تا سال ۱۳۶۲ و بازگشایی مجدد دانشگاه‌ها، آزاده مشغول به کار می‌شود. در نهایت سال ۱۳۶۴ در رشته مهندسی کامپیوتر فارغ‌التحصیل می‌شود.

## کار
با وقوع انقلاب فرهنگی و تعطیلی دانشگاه‌ها آزاده توان در خانه ماندن و انتظار کشیدن تا زمان نامعلوم باز شدن دانشگاه‌ها را نداشت و از سوی دیگر با فوت پدر و نیاز به کمک به مادر در تأمین هزینه‌های زندگی تصمیم به کار می‌گیرد. ابتدا به عنوان منشی یک پزشک آشنا آغاز به کار می‌کند، سپس به عنوان دبیر ریاضی در دبیرستان دو شیفته دخترانه مجیدیه تهران مشغول به کار می‌شود. تا باز شدن دانشگاه‌ها در سال ۱۳۶۲ آزاده صبح‌ها در مدرسه تدریس و بعدازظهرها در مطب منشی‌گری می‌کرد. او پس از پایان تحصیلات در امتحان ورودی دو شرکت قدیمی «ایران‌ارقام» و «داده‌پردازی» شرکت می‌کند و پاسخ ایران ارقام زودتر می‌آید و آنجا قبول می‌شود، اما مدیران شرکت در استخدام او تعلل می‌کنند و با آمدن جواب داده پردازی به آنجا می‌رود. داده پردازی متأثر از میراث آی‌بی‌ام، اقدام به آموزش و بازسازی کادر فنی خود می‌کند و دوره‌هایی برگزار می‌کند و پس از آن بر اساس رشته شغلی انتخاب شده هم آموزش‌هایی ارائه می‌شود. داننده که در دانشگاه هم طبق متد آی‌بی‌ام درس خوانده بود کار برایش راحت بود و در رشته هوش اول می‌شود و ابتدا به عنوان دستیار و سپس کارشناس مشغول به کار می‌شود.

## ازدواج و ادامه فعالیت‌ها
او با شهرام سامانی که مهندس برق و تحصیل‌کرده انگلستان و کارمند وزارت نیرو بود ازدواج کرده است. آنها صاحب یک پسر شدند.
همکاری آزاده داننده با شرکت داده‌پردازی تا ۸ سال ادامه پیدا می‌کند اما در سال ۱۳۷۲ به دلیل تغییرات ساختاری مدیریت شرکت متأثر از دخالت‌های سیاسی و عقیدتی باعث می‌شود داننده استعفا بدهد. پس از آن آزاده به عنوان مشاور و کارشناس با شرکت‌های مختلف همکاری کرد. حضور او در پروژه‌ای با مشارکت وزارت صنایع، شورای عالی انفورماتیک کشور و انجمن شرکت‌های انفورماتیک در سال ۱۳۷۸ نقطه عطف فعالیت کاری او شد زیرا موضوع این پروژه طراحی و استقرار نظام مدیریت کیفیت در شرکت‌های نرم‌افزاری بود تا از این طریق شرکت‌ها بتوانند محصولات خود را به بازارهای بین‌المللی عرضه کنند و صادرات نرم‌افزار رونق بگیرد. در سال ۱۳۸۰ و در پایان این پروژه، شش شرکت نرم‌افزاری موفق شدند برای نخستین بار در ایران و خاورمیانه گواهینامه ISO ۹۰۰۱/TickIT اخذ کنند.
آزاده داننده در اواخر سال ۱۳۸۳ به فکر گسترش فعالیت‌ها شرکت فن‌آوران اطلاعات بهاران که پیشتر تأسیس شده بود افتاد و از سال ۱۳۸۴ با تیمی از همکاران قدیمی مشغول به کار شدند و در حوزه IT به شرکت‌ها و سازمان‌ها مشاوره مدیریتی می‌داد.
آزاده داننده فعالیت‌های اجتماعی زیادی نیز داشت و در تشکل‌های مختلف حوزه‌های زنان و IT عضو و فعال بود. فعالیت او در هیئت مدیره سازمان نظام صنفی رایانه‌ای با وجود نگاه‌ها و نظرهای مخالفی که به دلیل زن بودن، اعتقاد داشتند امکان حضور در این سمت را ندارد و با کسب رای اعضا صورت گرفت. آزاده داننده در فضای کاری مردانه‌ای شروع به کار کرد و با کسب سمت‌های مدیریتی و مشاوره به مدیران ارشد سازمان‌ها و شرکت‌ها راه را برای زنان نسل‌های بعدی در حوزه IT باز کرد. او معتقد است زنان اگر چه بار مسئولیت بیشتر کارهای خانه و مادری را برعهده دارند اما این نباید مانعی برای فعالیت اقتصادی آنها باشد. همچنین به عقیده او، بسیاری از مشکلات پیش روی زنان در حوزه کسب و کار به دلیل کم‌کاری و عدم حضور مستمر زنان در عرصه‌های مختلف کسب و کار است و شکستن موانع را وظیفه خود زنان می‌داند.

## جایزه آزاده
جایزه نوآوری آزاده ویژه بانوان با تلاش و حمایت‌ھای انجمن ملی زنان کارآفرین، انجمن صنفی زنان مدیر کارآفرین،سازمان نظام صنفی رایانه‌ای استان تھران و صندوق نوآوری و شکوفایی و به منظور گرامیداشت یاد بانوی فقید آزاده داننده در سال ۱۴۰۱ برگزار و برگزیدگان در دو بخش استارتاپ‌ھا و شرکت‌ھای دارای محصول نوآورانه معرفی شدند.
بیش از ۱۵۰ تیم استارت‌آپی از سراسر ایران در نخستین جایزه آزاده که با هدف حمایت از کارآفرینان زن در آن حضور داشتند. این رویداد فرصتی را فراهم کرد تا طرح‌ها و ایده‌های خود را ارائه کنند و به مرحله جذب سرمایه‌گذار برسند. در نهایت به ۹ تیم در سه بخش مجزا به انتخاب داوران جوایزی اهدا شد. اولین رویداد جایزه آزاده به یاد «آزاده داننده»، رئیس ادوار انجمن ملی زنان کارآفرین و سازمان نظام صنفی استان تهران که سال گذشته پس از گذراندن یک دوره بیماری درگذشت، برگزار شد.

## بیماری و مرگ
آزاده داننده در همان زمان حضور و فعالیت در هیئت مدیره سازمان نظام صنفی رایانه‌ای متوجه شد که سرطان سینه دارد و دوره درمانی سختی را طی می‌کند و سرطان را شکست می‌دهد و به فعالیت‌هایش در سازمان نظام صنفی رایانه‌ای ادامه می‌دهد.
آزاده داننده نهایتاً در ۲۸ بهمن ماه ۱۴۰۰ درگذشت.